# Neon
Neon  (лат.) — род аранеоморфных пауков из подсемейства Euophryinae в семействе пауков-скакунов (Salticidae). 25 видов.

## Распространение
Европа, Азия, Америка и 1 вид в Африке.

## Классификация
25 видов в том числе:
- Neon kovblyuki Logunov, 2004 — Украина
- Neon levis (Simon, 1871) — Палеарктика
- Neon nelli Peckham & Peckham, 1888 — США, Канада
- Neon ningyo Ikeda, 1995 — Китай, Япония
- Neon rayi (Simon, 1875) — Южная Европа, Центральная Европа, Казахстан
- Neon reticulatus (Blackwall, 1853) (=Salticus reticulatus Blackwall, 1853) — Голарктика typus
- Neon valentulus Falconer, 1912 — от Европы до Центральной Азии